# 2012-es WEC sanghaji 6 órás verseny
| Pályarajz | Pályarajz               | Pályarajz                                  |
| --------- | ----------------------- | ------------------------------------------ |
|           |                         |                                            |
| Győztesek |                         |                                            |
| Kategória | Csapat                  | Versenyzők                                 |
| LMP1      | #7 Toyota Racing        | Alexander Wurz Nicolas Lapierre            |
| LMP2      | #25 ADR-Delta           | John Martin Tor Graves Mathias Beche       |
| LMGTE Pro | #97 Aston Martin Racing | Darren Turner Stefan Mücke                 |
| LMGTE Am  | #50 Larbre Compétition  | Patrick Bornhauser Julien Canal Pedro Lamy |

A 2012-es WEC sanghaji 6 órás verseny a Hosszútávú-világbajnokság 2012-es szezonjának nyolcadik és egyben futama volt, amelyet október 26. és október 28. között tartottak meg a Shanghai International Circuit versenypályán. A fordulót Alexander Wurz és Nicolas Lapierre duója nyerte meg, akik a hibridhajtású Toyota Racing csapatának versenyautóját vezették. A bajnokságot André Lotterer, Marcel Fässler és Benoît Tréluyer triója nyerte meg.

## Időmérő
A kategóriák leggyorsabb versenyzői vastaggal vannak kiemelve.
| Poz. | Kategória | Csapat                      | Átlagidő | Különbség | Rajthely |
| ---- | --------- | --------------------------- | -------- | --------- | -------- |
| 1.   | LMP1      | #7 Toyota Racing            | 1:48,273 |           | 1        |
| 2.   | LMP1      | #2 Audi Sport Team Joest    | 1:48,373 | +0,100    | 2        |
| 3.   | LMP1      | #1 Audi Sport Team Joest    | 1:48,597 | +0,324    | 3        |
| 4.   | LMP1      | #22 JRM                     | 1:51,003 | +2,730    | 4        |
| 5.   | LMP1      | #12 Rebellion Racing        | 1:51,019 | +2,746    | 5        |
| 6.   | LMP1      | #21 Strakka Racing          | 1:51,037 | +2,764    | 6        |
| 7.   | LMP1      | #13 Rebellion Racing        | 1:51,394 | +3,121    | 7        |
| 8.   | LMP1      | #15 OAK Racing              | 1:52,172 | +3,899    | 8        |
| 9.   | LMP2      | #32 Lotus                   | 1:54,132 | +5,859    | 9        |
| 10.  | LMP2      | #25 ADR-Delta               | 1:54,301 | +6,028    | 10       |
| 11.  | LMP2      | #44 Starworks Motorsport    | 1:54,350 | +6,077    | 11       |
| 12.  | LMP2      | #24 OAK Racing              | 1:54,475 | +6,202    | 12       |
| 13.  | LMP2      | #49 Pecom Racing            | 1:55,151 | +6,878    | 13       |
| 14.  | LMP2      | #31 Lotus                   | 1:55.195 | +6,922    | 14       |
| 15.  | LMP2      | #23 Signatech-Nissan        | 1:55,687 | +7,414    | 15       |
| 16.  | LMP2      | #41 Greaves Motorsport      | 1:56,531 | +8,258    | 16       |
| 17.  | LMP2      | #26 Signatech-Nissan        | 1:56,682 | +8,409    | 17       |
| 18.  | LMP2      | #29 Gulf Racing Middle East | 1:57,370 | +9,097    | 18       |
| 19.  | LMGTE Pro | #97 Aston Martin Racing     | 2:03,721 | +15,448   | 19       |
| 20.  | LMGTE Pro | #77 Team Felbermayr-Proton  | 2:04,471 | +16,198   | 20       |
| 21.  | LMGTE Pro | #51 AF Corse                | 2:05,387 | +17,114   | 21       |
| 22.  | LMGTE Am  | #88 Team Felbermayr-Proton  | 2:05,584 | +17,311   | 22       |
| 23.  | LMGTE Pro | #61 AF Corse-Waltrip        | 2:05,836 | +17,563   | 23       |
| 24.  | LMGTE Pro | #71 AF Corse                | 2:06,367 | +18,094   | 24       |
| 25.  | LMGTE Am  | #50 Larbre Compétition      | 2:06,910 | +18,637   | 25       |
| 26.  | LMGTE Am  | #55 JWA-Avila               | 2:08,848 | +20,575   | 26       |
| 27.  | LMGTE Am  | #70 Larbre Compétition      | 2:09,155 | +20,882   | 27       |
| 28.  | LMGTE Am  | #57 Krohn Racing            | 2:09,641 | +21,368   | 28       |

## Verseny
A résztvevőknek legalább a versenytáv 70%-át (134 kört) teljesíteniük kellett ahhoz, hogy az elért eredményüket értékeljék. A kategóriák leggyorsabb versenyzői vastaggal vannak kiemelve.
| Helyezés | Kategória | #  | Csapat                  | Versenyzők                                           | Kasztni                                 | Gumi | Kör | Idő/Hátrány/Kiesés |
| Helyezés | Kategória | #  | Csapat                  | Versenyzők                                           | Motor                                   | Gumi | Kör | Idő/Hátrány/Kiesés |
| -------- | --------- | -- | ----------------------- | ---------------------------------------------------- | --------------------------------------- | ---- | --- | ------------------ |
| 1.       | LMP1      | 7  | Toyota Racing           | Alexander Wurz Nicolas Lapierre                      | Toyota TS030 Hybrid                     | M    | 191 | 6:01:29,292        |
| 1.       | LMP1      | 7  | Toyota Racing           | Alexander Wurz Nicolas Lapierre                      | Toyota 3.4 L V8 (Hybrid)                | M    | 191 | 6:01:29,292        |
| 2.       | LMP1      | 2  | Audi Sport Team Joest   | Allan McNish Tom Kristensen                          | Audi R18 e-tron quattro                 | M    | 191 | +58,570            |
| 2.       | LMP1      | 2  | Audi Sport Team Joest   | Allan McNish Tom Kristensen                          | Audi TDI 3.7 L Turbo V6 (Hybrid Diesel) | M    | 191 | +58,570            |
| 3.       | LMP1      | 1  | Audi Sport Team Joest   | Benoît Tréluyer Marcel Fässler André Lotterer        | Audi R18 e-tron quattro                 | M    | 191 | +1:42,814          |
| 3.       | LMP1      | 1  | Audi Sport Team Joest   | Benoît Tréluyer Marcel Fässler André Lotterer        | Audi TDI 3.7 L Turbo V6 (Hybrid Diesel) | M    | 191 | +1:42,814          |
| 4.       | LMP1      | 13 | Rebellion Racing        | Harold Primat Andrea Belicchi Cseng Cung-fu          | Lola B12/60                             | M    | 185 | +6 kör             |
| 4.       | LMP1      | 13 | Rebellion Racing        | Harold Primat Andrea Belicchi Cseng Cung-fu          | Toyota RV8KLM 3.4 L V8                  | M    | 185 | +6 kör             |
| 5.       | LMP1      | 22 | JRM                     | Peter Dumbreck Karun Chandhok David Brabham          | HPD ARX-03a                             | M    | 185 | +6 kör             |
| 5.       | LMP1      | 22 | JRM                     | Peter Dumbreck Karun Chandhok David Brabham          | Honda LM-AR6 3.4 L V8                   | M    | 185 | +6 kör             |
| 6.       | LMP1      | 21 | Strakka Racing          | Jonny Kane Danny Watts Nick Leventis                 | HPD ARX-03a                             | M    | 182 | +9 kör             |
| 6.       | LMP1      | 21 | Strakka Racing          | Jonny Kane Danny Watts Nick Leventis                 | Honda LM-AR6 3.4 L V8                   | M    | 182 | +9 kör             |
| 7.       | LMP2      | 25 | ADR-Delta               | Tor Graves John Martin Mathias Beche                 | Oreca 03                                | D    | 180 | +11 kör            |
| 7.       | LMP2      | 25 | ADR-Delta               | Tor Graves John Martin Mathias Beche                 | Nissan VK45DE 4.5 L V8                  | D    | 180 | +11 kör            |
| 8.       | LMP2      | 44 | Starworks Motorsport    | Stéphane Sarrazin Ryan Dalziel Enzo Potolicchio      | HPD ARX-03b                             | D    | 180 | +11 kör            |
| 8.       | LMP2      | 44 | Starworks Motorsport    | Stéphane Sarrazin Ryan Dalziel Enzo Potolicchio      | Honda HR28TT 2.8 L Turbo V6             | D    | 180 | +11 kör            |
| 9.       | LMP2      | 24 | OAK Racing              | Olivier Pla Matthieu Lahaye Jacques Nicolet          | Morgan LMP2                             | D    | 179 | +12 kör            |
| 9.       | LMP2      | 24 | OAK Racing              | Olivier Pla Matthieu Lahaye Jacques Nicolet          | Nissan VK45DE 4.5 L V8                  | D    | 179 | +12 kör            |
| 10.      | LMP2      | 49 | Pecom Racing            | Pierre Kaffer Nicolas Minassian Luís Pérez Companc   | Oreca 03                                | D    | 179 | +12 kör            |
| 10.      | LMP2      | 49 | Pecom Racing            | Pierre Kaffer Nicolas Minassian Luís Pérez Companc   | Nissan VK45DE 4.5 L V8                  | D    | 179 | +12 kör            |
| 11.      | LMP2      | 23 | Signatech-Nissan        | Jordan Tresson Olivier Lombard Franck Mailleux       | Oreca 03                                | D    | 178 | +13 kör            |
| 11.      | LMP2      | 23 | Signatech-Nissan        | Jordan Tresson Olivier Lombard Franck Mailleux       | Nissan VK45DE 4.5 L V8                  | D    | 178 | +13 kör            |
| 12.      | LMP2      | 31 | Lotus                   | Mirco Schultis Thomas Holzer                         | Lola B12/80                             | D    | 177 | +14 kör            |
| 12.      | LMP2      | 31 | Lotus                   | Mirco Schultis Thomas Holzer                         | Lotus 3.6 L V8                          | D    | 177 | +14 kör            |
| 13       | LMP2      | 26 | Signatech-Nissan        | Pierre Ragues Roman Ruszinov Nelson Panciatici       | Oreca 03                                | D    | 177 | +14 kör            |
| 13       | LMP2      | 26 | Signatech-Nissan        | Pierre Ragues Roman Ruszinov Nelson Panciatici       | Nissan VK45DE 4.5 L V8                  | D    | 177 | +14 kör            |
| 14.      | LMP1      | 15 | OAK Racing              | Dominik Kraihamer Bertrand Baguette Szató Takuma     | OAK Pescarolo 01                        | D    | 174 | +17 kör            |
| 14.      | LMP1      | 15 | OAK Racing              | Dominik Kraihamer Bertrand Baguette Szató Takuma     | Honda LM-V8 3.4 L V8                    | D    | 174 | +17 kör            |
| 15.      | LMP2      | 41 | Greaves Motorsport      | Elton Julian Ricardo González Christian Zugel        | Zytek Z11SN                             | D    | 171 | +20 kör            |
| 15.      | LMP2      | 41 | Greaves Motorsport      | Elton Julian Ricardo González Christian Zugel        | Nissan VK45DE 4.5 L V8                  | D    | 171 | +20 kör            |
| 16.      | LMGTE Pro | 97 | Aston Martin Racing     | Darren Turner Stefan Mücke                           | Aston Martin Vantage GTE                | M    | 169 | +22 kör            |
| 16.      | LMGTE Pro | 97 | Aston Martin Racing     | Darren Turner Stefan Mücke                           | Aston Martin 4.5 L V8                   | M    | 169 | +22 kör            |
| 17.      | LMGTE Pro | 77 | Team Felbermayr-Proton  | Richard Lietz Marc Lieb                              | Porsche 997 GT3-RSR                     | M    | 169 | +22 kör            |
| 17.      | LMGTE Pro | 77 | Team Felbermayr-Proton  | Richard Lietz Marc Lieb                              | Porsche 4.0 L Flat-6                    | M    | 169 | +22 kör            |
| 18.      | LMGTE Pro | 71 | AF Corse                | Olivier Beretta Andrea Bertolini                     | Ferrari 458 Italia GT2                  | M    | 168 | +23 kör            |
| 18.      | LMGTE Pro | 71 | AF Corse                | Olivier Beretta Andrea Bertolini                     | Ferrari F142 4.5 L V8                   | M    | 168 | +23 kör            |
| 19.      | LMGTE Am  | 50 | Larbre Compétition      | Patrick Bornhauser Julien Canal Pedro Lamy           | Chevrolet Corvette C6.R                 | M    | 166 | +25 kör            |
| 19.      | LMGTE Am  | 50 | Larbre Compétition      | Patrick Bornhauser Julien Canal Pedro Lamy           | GM LS1 5.5 L V8                         | M    | 166 | +25 kör            |
| 20.      | LMGTE Am  | 88 | Team Felbermayr-Proton  | Christian Ried Gianluca Roda Paolo Ruberti           | Porsche 997 GT3-RSR                     | M    | 165 | +26 kör            |
| 20.      | LMGTE Am  | 88 | Team Felbermayr-Proton  | Christian Ried Gianluca Roda Paolo Ruberti           | Porsche 4.0 L Flat-6                    | M    | 165 | +26 kör            |
| 21.      | LMGTE Am  | 57 | Krohn Racing            | Tracy Krohn Niclas Jönsson Michele Rugolo            | Ferrari 458 Italia GT2                  | M    | 164 | +27 kör            |
| 21.      | LMGTE Am  | 57 | Krohn Racing            | Tracy Krohn Niclas Jönsson Michele Rugolo            | Ferrari F142 4.5 L V8                   | M    | 164 | +27 kör            |
| 22.      | LMGTE Am  | 61 | AF Corse-Waltrip        | Robert Kauffman Marco Cioci Rui Águas                | Ferrari 458 Italia GT2                  | M    | 164 | +27 kör            |
| 22.      | LMGTE Am  | 61 | AF Corse-Waltrip        | Robert Kauffman Marco Cioci Rui Águas                | Ferrari F142 4.5 L V8                   | M    | 164 | +27 kör            |
| 23.      | LMGTE Am  | 70 | Larbre Compétition      | Jean-Philippe Belloc Christophe Bourret Pascal Gibon | Chevrolet Corvette C6.R                 | M    | 163 | +28 kör            |
| 23.      | LMGTE Am  | 70 | Larbre Compétition      | Jean-Philippe Belloc Christophe Bourret Pascal Gibon | GM LS1 5.5 L V8                         | M    | 163 | +28 kör            |
| 24.      | LMGTE Am  | 55 | JWA-Avila               | Joël Camathias Matt Bell Paul Daniels                | Porsche 997 GT3-RSR                     | P    | 152 | +39 kör            |
| 24.      | LMGTE Am  | 55 | JWA-Avila               | Joël Camathias Matt Bell Paul Daniels                | Porsche 4.0 L Flat-6                    | P    | 152 | +39 kör            |
| Ki       | LMP1      | 12 | Rebellion Racing        | Nicolas Prost Neel Jani                              | Lola B12/60                             | M    | 180 |                    |
| Ki       | LMP1      | 12 | Rebellion Racing        | Nicolas Prost Neel Jani                              | Toyota RV8KLM 3.4 L V8                  | M    | 180 |                    |
| Ki       | LMGTE Pro | 51 | AF Corse                | Gianmaria Bruni Giancarlo Fisichella                 | Ferrari 458 Italia GT2                  | M    | 144 |                    |
| Ki       | LMGTE Pro | 51 | AF Corse                | Gianmaria Bruni Giancarlo Fisichella                 | Ferrari F142 4.5 L V8                   | M    | 144 |                    |
| Ki       | LMP2      | 29 | Gulf Racing Middle East | Jean-Denis Délétraz Ihara Keiko Fabien Giroix        | Lola B12/80                             | D    | 93  |                    |
| Ki       | LMP2      | 29 | Gulf Racing Middle East | Jean-Denis Délétraz Ihara Keiko Fabien Giroix        | Nissan VK45DE 4.5 L V8                  | D    | 93  |                    |
| Ki       | LMP2      | 32 | Lotus                   | Kevin Weeda James Rossiter Jan Charouz               | Lola B12/80                             | D    | 78  |                    |
| Ki       | LMP2      | 32 | Lotus                   | Kevin Weeda James Rossiter Jan Charouz               | Lotus 3.6 L V8                          | D    | 78  |                    |

## A világbajnokság végeredménye
LMP1 versenyzők (Teljes táblázat)
| H  | Versenyzők                                    | Pont  | H  | Konstruktőrök | Pont |
| -- | --------------------------------------------- | ----- | -- | ------------- | ---- |
| 1. | André Lotterer Marcel Fässler Benoît Tréluyer | 172,5 | 1. | Audi          | 173  |
| 2. | Allan McNish Tom Kristensen                   | 159   | 2. | Toyota        | 96   |
| 3. | Alexander Wurz Nicolas Lapierre               | 96    | 3. | '             |      |
| 4. | Nicolas Prost Neel Jani                       | 86,5  |    |               |      |
| 5. | Rinaldo Capello                               | 77    |    |               |      |

GT (Teljes táblázat)
| H  | Konstruktőrök      | Pont |
| -- | ------------------ | ---- |
| 1. | Ferrari            | 338  |
| 2. | Porsche            | 233  |
| 3. | Chevrolet Corvette | 143  |

LMP1-kupa (Teljes táblázat)
| H  | Konstruktőrök    | Pont |
| -- | ---------------- | ---- |
| 1. | Rebellion Racing | 205  |
| 2. | Strakka Racing   | 148  |
| 3. | JRM              | 123  |
| 4. | Pescarolo Team   | 30   |
| 5. | OAK Racing       | 25   |

LMP2 (Teljes táblázat)
| H  | Konstruktőrök         | Pont |
| -- | --------------------- | ---- |
| 1. | Starworks Motorsports | 177  |
| 2. | ADR-Delta             | 154  |
| 3. | PeCom Racing          | 141  |
| 4. | OAK Racing            | 100  |
| 5. | Greaves Motorsport    | 99   |

LMGTE Pro (Teljes táblázat)
| H  | Konstruktőrök          | Pont |
| -- | ---------------------- | ---- |
| 1. | AF Corse               | 201  |
| 2. | Aston Martin Racing    | 142  |
| 3. | Team Felbermayr-Proton | 133  |
| 4. | Luxury Racing          | 53   |

LMGTE Am (Teljes táblázat)
| H  | Konstruktőrök          | Pont |
| -- | ---------------------- | ---- |
| 1. | Larbre Competition     | 179  |
| 2. | Team Felbermayr-Proton | 153  |
| 3. | Krohn Racing           | 119  |
| 4. | AF Corse-Waltrip       | 108  |
| 5. | JWA-Avila              | 88   |